# Manuel Gervink
Manuel Gervink (* 29. Mai 1957 in Münster) ist ein deutscher Musikwissenschaftler und Hochschullehrer.

## Leben
1976 erwarb er das Abitur. 1976 bis 1984 studierte Gervink Musikwissenschaft, Germanistik und Philosophie an der Universität Münster, an der er 1984 promoviert wurde. Ab 1984 wirkte er zehn Jahre als Wissenschaftlicher Assistent am Musikwissenschaftlichen Institut der Universität Köln. Hier habilitierte er sich 1994 auch. 1995 bis 1999 vertrat er eine Professur für Musikwissenschaft an der Musikhochschule Köln. Die Ernennung zum außerplanmäßigen Professor an der Universität zu Köln erfolgte 2000.
2002 wurde Gervink auf eine Professur für Musikwissenschaft an der Hochschule für Musik Carl Maria von Weber Dresden als Leiter des Instituts für Musikwissenschaft berufen. Seit September 2023 ist er Emeritus. Sein Arbeitsschwerpunkt ist die Musik des 20. Jahrhunderts.

## Veröffentlichungen (Auswahl)
- Die Symphonie in Deutschland und Österreich in der Zeit zwischen den beiden Weltkriegen, Regensburg 1984
- Die musikalisch-poetischen Renaissancebestrebungen des 16. Jahrhunderts in Frankreich und ihre Bedeutung für die Entwicklung einer nationalen französischen Musiktradition, Frankfurt 1996
- Arnold Schönberg und seine Zeit, Laaber: Laaber 2000
- Dmitri Schostakowitsch – das Spätwerk und sein zeitgeschichtlicher Kontext, hrsg. von Manuel Gervink und Jörn Peter Hiekel, Dresden: Sandstein Verlag 2006
- Robert Schumanns „Welten“, hrsg. von Manuel Gervink und Jörn Peter Hiekel, Dresden: Sandstein Verlag 2007
- Lexikon der Filmmusik, hrsg. von Manuel Gervink und Matthias Bückle, Laaber: Laber 2012; ISBN 978-3-89007-558-7

## Ehrung
- 1997: Karl-Arnold-Preis

## Weblink
- Homepage an der Dresdner Hochschule. Wayback Machine. Archivlink vom 18. Mai 2023. Abruf am 7. September 2023.

| Personendaten    | Personendaten                                      |
| ---------------- | -------------------------------------------------- |
| NAME             | Gervink, Manuel                                    |
| KURZBESCHREIBUNG | deutscher Musikwissenschaftler und Hochschullehrer |
| GEBURTSDATUM     | 29. Mai 1957                                       |
| GEBURTSORT       | Münster                                            |